# Heathoberht
Heathoberht ou Hathuberht est un ecclésiastique anglo-saxon de la fin du VIIIe siècle. Il est évêque de Londres aux alentours de l'an 800.

## Biographie
Heathoberht apparaît sur trois chartes (S 153, 155 et 1186a) datant respectivement de 798, 799 et (799 × 801). Dans les listes épiscopales, il figure entre Eadbald, uniquement mentionné en 796, et Osmund, qui apparaît dans les sources à partir de 803.